# Маракеш
Маракеш (арап. مراكش, локални изговор: Маракш, фр. Marrakech) је град у подножју планина Атлас у југозападном Мароку. Познат је по надимцима „црвени град“ (ал хамра) и „бисер југа“. Уз Фес, Мекнес и Рабат, убраја се у 4 „краљевска града“ Марока. 
Град има 1.036.500 становника (2006), и по томе је четврти град земље. Главни је град региона Маракеш-Тенсифт-Ел Хауз. 
Маракеш је реч из језика Бербера и значи „Божја земља“. Име државе Мароко потиче од овог топонима (шпанско име Маракеша: Marruecos). 
Град је основао Јусуф ибн Ташфин, први краљ династије Алморавида, 1062.
Привреда Маракеша заснива се на туризму, трговини и занатству. Маракеш посети више од 2 милиона туриста годишње. 
Стари део града Маракеш (медина) је од 1985. на УНЕСКО листи Светске баштине. Главне атракције у Маракешу су историјски трг Ђема ел Фна, џамија Кутубија из 1162. и више вртова (Агдал, Менара, ботанички врт Мажорел). 